# Horace Donisthorpe
Horace St. John Kelly Donisthorpe, född den 17 mars 1870, död den 22 april 1951, var en brittisk myrmekolog och coleopterist. 
Han är mest känd för sin entusiastiska kamp att ge släktet Lasius namnet Donisthorpea efter sig själv och sina många anspråk på att ha upptäckt nya arter myror och skalbaggar.